# Краснолобый блестящий лори
Краснолобый блестящий лори (лат. Chalcopsitta sintillata) — птица отряда попугаеобразных.

## Внешний вид
Длина тела около 31 см. Самец немного крупнее самки.

## Распространение
Обитают в южной части острова Новая Гвинея и на островах Ару (Молуккские острова).

## Образ жизни
Населяют субтропические и тропические сырые леса и мангровые леса. Живут стаями от 30 и более птиц.